# Hørbylund
Hørbylund er en herregård, beliggende i Hørby Sogn, i det tidligere Dronninglund Herred, Hjørring Amt, nu Frederikshavn Kommune.
Hørbylund nævntes første gang i 1319, da Peter Nielsen skrev sig til Hørbylund, i 1460 tilhørte gården Jens Vognsen (Vognsen af Stenshede). Senere ejedes gården af Jesper Tordsen (Vognsen af Hørbylund), som måske allerede i 1516, men i hvert fald 1532 – 1538 skrives til Hørbylund.

## Ejerliste
Denne liste er ufuldstændig; hjælp gerne med at udfylde den.
- 1319 Peder Nielsen
- 1460 Jens Vognsen
- 1463 Jep Vognsen
- 1516 Jesper Tordsen Vognsen
- Mogens Jonsen
- 1532-1538 Jesper Tordsen
- 1621-1643 Palle Rodsteen
- 1626-1632 Erik Kaas
- 1632-1674 Kirsten Juul (dernæst blev gården delt mellem to arvinger)
- 1674- Niels Axelsen Juul til Bjørnholm
- 1674-1684 Gjord Galt
- -1677 Elisabeth Friis til Gundetved
- 1677-1689 Matthias Pedersen, herredsfoged
- 1689-1691 Helvig Krabbe til Vrejlev Kloster
- 1684-1692 Eva Unger, gift Galt (enke)
- 1691/92-1693 Holger Pachs (samler atter gården)
- 1693-1723 Elisabeth Bille, gift Pachs
- 1723-1723 Lage Beck Arenfeldt til Knivholt og Bangsbo og kaptajn Niels Rosenkrantz til Brugsgård
- 1723-1735 Lage Beck Arenfeldt
- 1735-1740 Anne Sophie Pachs, gift Arenfeldt (enke)
- 1740-1774 Anders Christensen Brønnum
- 1774-1804 Søren Bering
- 1804-1824 Justitsråd Michael Brandt, kammerråd Arendt Hassel Rasmussen, kaptajn Johannes Christian Brønnum og Niels Frederik Hillerup
- 1824-1826 Staten
- 1826-1869 Niels Riis Lassen, krigsråd
- 1869-1911 Anton Gregers Lassen (søn)
- 1911-1931 Niels Riis Lassen (brodersøn)
- 1931-1932 Sæby Bank
- 1932-1944 Anders Peter Soelbjerg Voetmann
- 1944-1978 Hans Peter Hasselbach Flensted
- 1978-1987 Hans Erik Hasselbach Flensted (søn)
- 1987-2005 Peter Myhren Lunden
- 2005-2006 Inger Marie Lemmergaard gift Lunden
- 2006-nu Niels-Jørgen Lemmergaard Lunden (søn)